# Heinrich Schuffert
Heinrich Schuffert (* 1827; † im 19. Jahrhundert) war ein deutscher Kommunalpolitiker und Abgeordneter des Kurhessischen Kommunallandtags des preußischen Regierungsbezirks Kassel.

## Leben
Heinrich Schuffert ging nach seiner Schulausbildung in die Kommunalverwaltung und war Rechnungsführer der Gemeindekasse in Ostheim im damaligen Landkreis Hanau, heute Main-Kinzig-Kreis.  Hier war er auch als Standesbeamter tätig und  über mehrere Jahre Gemeinderatsmitglied, als er 1863 zum Bürgermeister der Gemeinde Ostheim gewählt wurde. In diesem Amt blieb er bis zum Jahre 1878.
Am 7. Juli 1874 kam er als Nachfolger des Abgeordneten Heinrich Lind in den Kurhessischen Kommunallandtag des Regierungsbezirks Kassel und war hier der Vertreter der Landgemeinden aus dem Kreis Hanau. Er gehörte bis 1879 dem Parlament an und war Mitglied des Legitimationsprüfungsausschusses.